# Jan Tratnik
Jan Tratnik (* 23. Februar 1990 in Ljubljana) ist ein slowenischer Radrennfahrer.

## Sportlicher Werdegang
Jan Tratnik begann seine internationale Karriere 2009 bei dem slowenischen Continental Team Radenska KD Financial Point. In seinem ersten Jahr dort gewann er das Eintagesrennen Po Ulicah Kranja sowie die Coppa Linari. In der nächsten Saison gewann er den Gran Premio della Liberazione und belegte beim Giro delle Regioni Platz zwei in der Gesamtwertung.
2011 erhielt Tratnik einen Vertrag beim UCI WorldTeam Quickstep. Nach einem Jahr kehrte er zu Radenska zurück. Bei den U23-Straßen-Europameisterschaften errang Tratnik 2012 im niederländischen Goes den Titel. 2014 siegte er im Eintagesrennen Velká Bíteš–Brno–Velká Bíteš.
2015 wurde Tratnik slowenischer Meister im Straßenrennen. Wenige Tage nach diesem Sieg gewann er die Punktewertung der Österreich-Rundfahrt. Anschließend gewann er noch im gleichen Jahr Etappensiege bei der Ungarn-Rundfahrt und bei Hradec Králové–Wrocław folgen. 2016 wurde Tratnik erneut slowenischer Meister, dieses Mal im Einzelzeitfahren, nachdem er zuvor eine Etappe der Slowakei-Rundfahrt gewonnen hatte. 2017 entschied er die Gesamtwertung dieser Rundfahrt für sich. Im Jahr darauf wurde er erneut nationaler Meister im Einzelzeitfahren, zudem gewann er jeweils eine Etappe der Settimana Internazionale und der CCC Tour - Grody Piastowskie sowie das  Volta Limburg Classic.
Tratnik schloss sich 2019 dem WorldTeam Bahrain-Merida an. Im April dieses Jahres gelang ihm sein erster Erfolg bei einem World-Tour-Rennen, als er den Prolog der Tour de Romandie gewann. Beim Giro d’Italia 2020 gewann er die hügelige 16. Etappe. In der Saison 2021 errang er erneut den nationalen Titel im Einzelzeitfahren, der er in der Saison 2022 erfolgreich verteidigen konnte.
Zur Saison 2023 wechselte Tratnik zum Team Jumbo-Visma und bestritt die Vuelta a España 2023, die er als Helfer von Jonas Vingegaard, Primož Roglič und dem späteren Gesamtsieger Sepp Kuss bestritt. Zum Auftakt der Saison 2024 wurde er Gesamtdritter der Algarve-Rundfahrt, ehe er mit dem Omloop Het Nieuwsblad eines der prestigeträchtigsten belgischen Eintagesrennen gewann.

## Erfolge
2010
- Gran Premio della Liberazione

2012
- Europameisterschaft – Straßenrennen (U23)

2015
- Slowenischer Meister – Einzelzeitfahren
- Punktewertung Österreich-Rundfahrt
- eine Etappe Ungarn-Rundfahrt
- Gesamtwertung und eine Etappe Hradec Králové–Wrocław

2016
- Punktewertung Istrian Spring Trophy
- eine Etappe Slowakei-Rundfahrt
- Bergwertung Tour de Slovénie
- Slowenischer Meister – Straßenrennen
- Gesamtwertung, eine Etappe und Punktewertung East Bohemia Tour

2017
- Mannschaftszeitfahren Settimana Internazionale
- Gesamtwertung, Prolog und Punktewertung Slowakei-Rundfahrt

2018
- eine Etappe Settimana Internazionale
- Volta Limburg Classic
- eine Etappe CCC Tour - Grody Piastowskie
- Slowenischer Meister – Einzelzeitfahren

2019
- Prolog Tour de Romandie

2020
- eine Etappe Giro d’Italia

2021
- Slowenischer Meister – Einzelzeitfahren

2022
- Slowenischer Meister – Einzelzeitfahren

2024
- Omloop Het Nieuwsblad

## Grand-Tour-Platzierungen
| Grand Tour            | 2017 | 2018 | 2019 | 2020 | 2021 | 2022 | 2023 | 2024 | 2025 |
| --------------------- | ---- | ---- | ---- | ---- | ---- | ---- | ---- | ---- | ---- |
| Giro d’ItaliaGiro     | 106  | –    | –    | 62   | 70   | DNF  | –    | 34   | 83   |
| Tour de FranceTour    | –    | –    | 93   | –    | –    | 71   | –    | 64   |      |
| Vuelta a EspañaVuelta | –    | –    | –    | –    | 94   | –    | 38   | –    |      |